# ¡Pobrecitas!
|  |  |

El aguafuerte ¡Pobrecitas! es un grabado de la serie Los Caprichos del pintor español Francisco de Goya. Está numerado con el número 22 en la serie de 80 estampas. Se publicó en 1799.

## Interpretaciones de la estampa
Existen varios manuscritos contemporáneos que explican las láminas de los Caprichos. El que se encuentra en el Museo del Prado se tiene como autógrafo de Goya, pero parece más bien despistar y buscar un significado moralizante que encubra significados más arriesgados para el autor. Otros dos, el que perteneció a Ayala y el que se encuentra en la Biblioteca Nacional, realzan la parte más escabrosa de las láminas.
- Explicación de esta estampa del manuscrito del Museo del Prado: Vayan a coser las descosidas. Recojanlas, que bastantes anduvieron sueltas.[2]

- Manuscrito de Ayala: Las rameras pobres van a la cárcel: las de rumbo a donde les da la gana.[2]

- Manuscrito de la Biblioteca Nacional: Las infelices que se hacen prostitutas, tal vez por miseria, son llevadas a las cárceles, cuando se les antoja a los alguaciles; las de rumbo viven como les da la gana, porque las leyes sólo se han hecho para los pobres.[2]

En los manuscritos, se señala la diferencia que hace Goya en las estampas entre los amores ilícitos de las señoras casadas que la ley permite y las humildes prostituidas quizás por la miseria que la ley persigue. Estas últimas son mostradas con indulgencia. Aquí se nos muestra a las víctimas de esta justicia desigual: dos tristes indefensas con la cara tapada por mantillas son conducidas por dos alguaciles a la prisión de San Fernando.

## Técnica del grabado
El primer dibujo preparatorio, correspondiente al Álbum B de Madrid, tiene al pie la inscripción: Pobres. ¡Cuantas lo merecerán mejor!. ¿Pues qué es esto?. Que ha de ser que las llevan a San Fernando. Se ve a las dos mujeres muy parecidas al grabado escoltadas por dos soldados con fusil al hombro. El segundo dibujo preparatorio es una sanguina muy rápida, como es costumbre en estos dibujos rápidos difiere bastante de la composición definitiva.
Goya reflejó su antipatía por lo alguagiles representándolos como felinos, no solo en la estampa anterior y en ésta sino también en otras ocasiones.